# Eremobates gerbae
Eremobates gerbae är en spindeldjursart som beskrevs av Brookhart och Cushing 2002. Eremobates gerbae ingår i släktet Eremobates och familjen Eremobatidae. Inga underarter finns listade i Catalogue of Life.